# 浪花亭愛造
浪花亭 愛造（なにわてい あいぞう）は、浪曲の名跡。過去に3代続いたが一般的に愛造と言えば初代のことを指す。二代目は浪花亭愛昇、三代目は浪花亭愛国が名乗った。

## 初代
初代浪花亭 愛造（なにわてい あいぞう、1870年（明治3年） - 1906年（明治39年）9月1日）は明治時代の浪花節語り。本名は黒屋貞吉。
大分県中津生まれ。日本橋蛎殻町の米屋に奉公していたが、1891年（明治24年）に浪花亭駒吉の門弟綱吉（のちの二代目駒吉から駒幸）に入門し、愛造を名乗る。美声で艶やかな節調だった上、色白の好男子だったので女性に人気があったという。寄席の掛け持ちのために乗った人力車上の愛造を、引きずり下ろそうと、近隣の女たちが争って車を押さえ、離さなかった位だったという。桜川常吉により始められ、駒吉、戸川てるによって完成された関東節の約節を、さらに愛造が磨きをかけた。同時期に人気があった浪花節の二代目吉川繁吉、後の桃中軒雲右衛門と覇を競う。愛造は浪花節の導入部である外題付けの、「ご入来」と言われる従来までの決まり文句（卑俗な印象を与え、浪花節の代名詞となっていた）を改め、外題付けを演目内容に沿った美しい言葉に変えるなど、浪花節の水準を上げる努力をした。愛造、落語のブラック、「バセンザン」の奇術李彩の３人で「三国同盟」と称し、寄席に出演して人気を集めたこともある。
フレッド・ガイズバーグ来日時に行われた日本初のレコード吹き込みに際し、浪花節語りとして初めて録音をする。数多く浮名を流した結果、脳梅毒に侵され、36歳で早世する。得意としていた演目に「佐倉義民伝」「河内山」等がある。